# IB
För andra betydelser, se IB (olika betydelser).

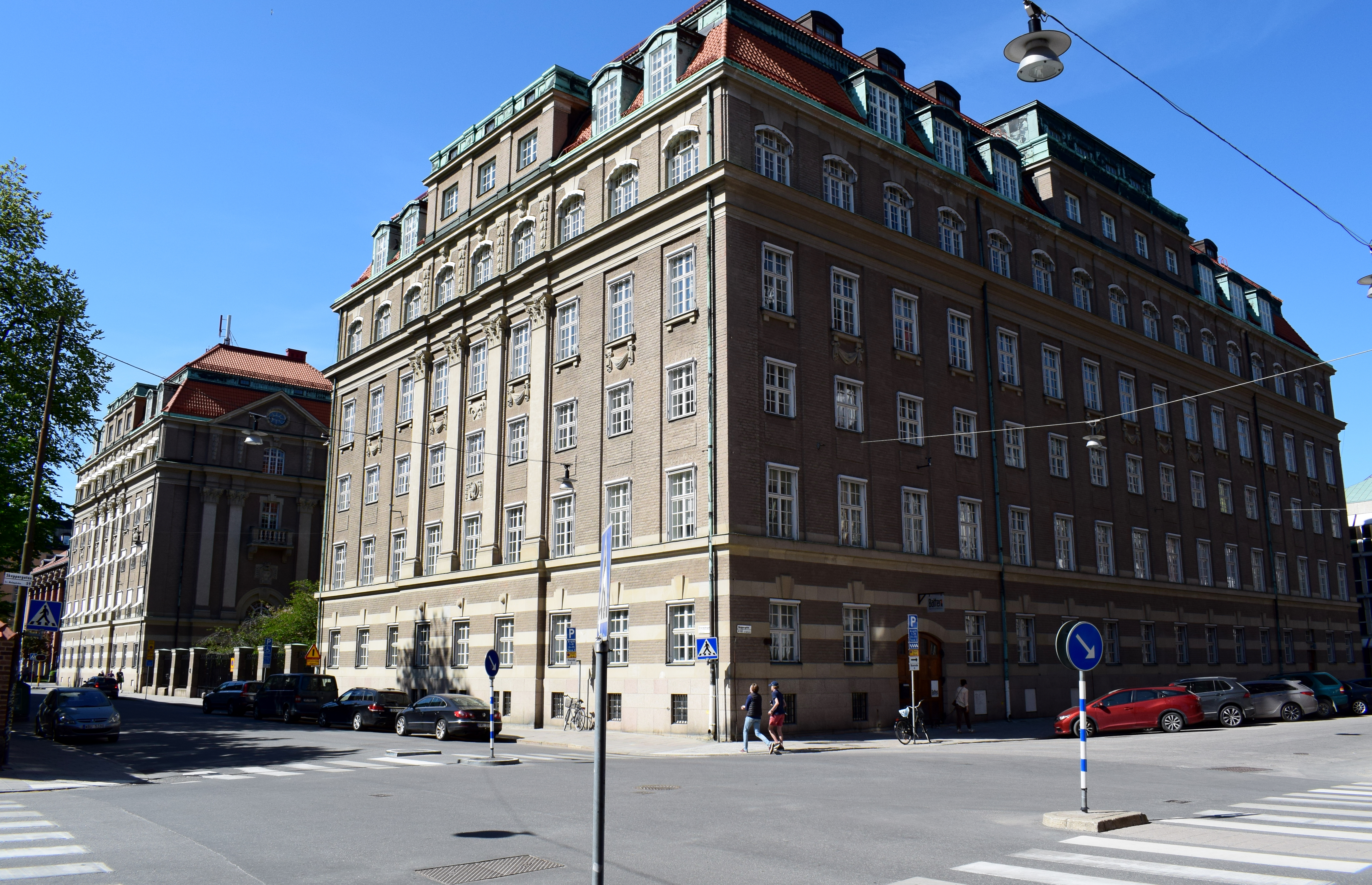
Fs/In Grupp B (IB) verkade inom Försvarsstaben från 1965 och fram till 1982 då den bytte namn till SSI (Sektionen för Särskild Inhämtning).

IB var en svensk hemlig underrättelseorganisation, som ingick som en del av Försvarsstaben. Den bildades 1965 genom en sammanslagning av T-kontoret och den hemliga säkerhetstjänsten för inrikesfrågor Grupp B. Förkortningen ”IB” är omdiskuterad, men kan ha haft betydelsen "Informationsbyrån" eller "Inhämtning Birger" efter dess dåvarande chef Birger Elmér. Förre rikspolischefen Carl Persson är dock entydig - IB var en förkortning av Informationsbyrån. Han nämner dock att Elmér själv brukade påstå att IB stod för Inhämtning Birger. Den ursprungliga benämningen på ”Grupp B” var vid bildandet 1957 "Fs/In Grupp B" (Försvarsstabens Inrikesavdelning Grupp B). Förkortningen ”IB” kan ha funnits redan då.
IB:s främsta uppdrag var utrikesunderrättelsetjänst, men viss inhämtning av information skedde även i Sverige, bland annat kring kommunister och deras relationer med främmande makt.
IB som organisation avslöjades 1973 genom artiklar i vänstertidskriften Folket i Bild/Kulturfront vilken uttydde IB som "Informationsbyrån". Effekterna av den så kallade IB-affären blev att IB inordnades som en officiell del av försvarsstaben enligt förslag från 1974 års underrättelseutredning.

## Bakgrund
Försvarsstaben skapade hösten 1939 den hemliga underrättelseorganisationen C-byrån, som efter kritik för dess tyska kontakter och informationsutbyten 1946 fick sin chef avskedad och bytte namn till T-kontoret. Organisationens uppgift var, att inhämta uppgifter från utlandet, som var av intresse för Sveriges säkerhet. Den inrikes jakten på spioner och kontrollen av personer, som ansågs vara potentiella säkerhetsrisker sköttes av det civila Säpo, och både militären och Socialdemokraterna var tveksamma till hur Säpo skötte det uppdraget. Socialdemokrater kunde från tid till annan uppleva, att Säpos tjänstemän var lika misstänksamma mot organiserade socialdemokrater som mot aktiva kommunister.
Socialdemokraterna hade under slutet av 1940-talet byggt upp en egen underrättelsetjänst med hjälp av sina arbetsplatsombud, som i kampen mot Sveriges kommunistiska parti (SKP) om makten över fackföreningsrörelsen rapporterade vilka fackföreningsmedlemmar, som antogs vara kommunister. Samtidigt började Försvarsmakten av i huvudsak två skäl känna ett starkt behov av att kunna identifiera personer i landet, som skulle kunna vara säkerhetsrisker. 
Det ena skälet var, att det från USA:s regering fanns ett uttalat krav om att amerikansk vapenteknik, som exporterades till Sveriges försvarsindustri, inte fick komma i händerna på personer och regimer, som kunde tänkas föra teknologin vidare till Sovjetunionen och därmed Warszawapakten. 
Det andra skälet var ett antagande om, att tidig information om ökad verksamhet bland vänsterradikala grupper i Sverige möjligen skulle kunna ge Sveriges försvarsmakt en förvarning om ett sovjetiskt anfall.
I början av 1950-talet slöts därför en muntlig överenskommelse mellan Försvarsstaben och representanter för socialdemokraterna, dåvarande försvarsministern Torsten Nilsson och den tidigare partisekreteraren Sven Andersson, om att försvarsstaben skulle få använda sig av den socialdemokratiska arbetsplatsorganisation som partiet hade byggt upp.

## IB skapas
Vid Försvarsstabens sektion II/Inrikesavdelningen inrättades därför 1957 en enhet för inrikes säkerhetsfrågor, Grupp B, med Birger Elmér som chef. År 1961 blev organisationen mer självständig och bytte därför namn till B-kontoret. Grupp B arbetade mycket nära ihop med socialdemokraterna, vars 20 000 arbetsplatsombud kunde rapportera vilka arbetare som hyste kommunistiska åsikter.

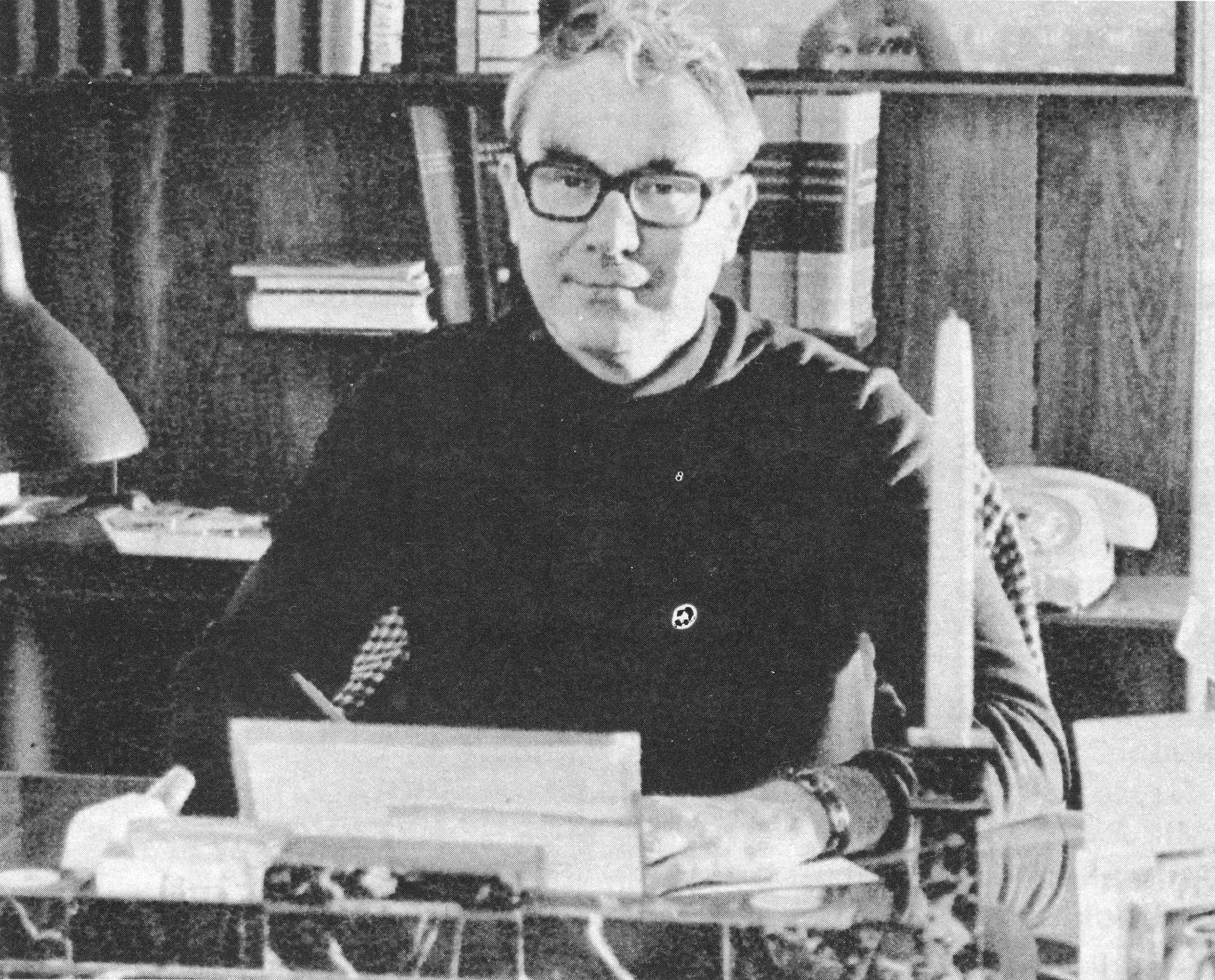
Birger Elmér, chef för "IB" 1965–1975.

Informationen rapporterades sedan vidare till Grupp B, där ett omfattande åsiktsregister byggdes upp, som sedan användes vid kontroller av arbetssökande vid försvarsmakten, samt inför inkallelse och krigsplacering. Mer kontroversiellt var möjligen, att Grupp B vidarebefordrade delar av denna information till Säpo, som införde uppgifterna i sitt centrala register. Detta register användes bland annat vid personalkontroll inför anställningar vid ett stort antal företag, som hade betydelse för totalförsvaret.
År 1965 slogs det inrikesinriktade B-kontoret samman med det utrikesinriktade T-kontoret och blev Försvarsstabens särskilda byrå eller ”S” med Elmér som chef. IB förekom i vissa handlingar, men användes inte internt, i den mån den alls var känd av de anställda. Organisationen kom att kallas IB, en förkortning som uttolkades som Informationsbyrån när IB-affären kom, men som enligt Säkerhetstjänstkommissionens rapport 2002 troligen stod för "Inhämtning Birger". Någon officiell förklaring till vad IB stod för har aldrig lämnats.

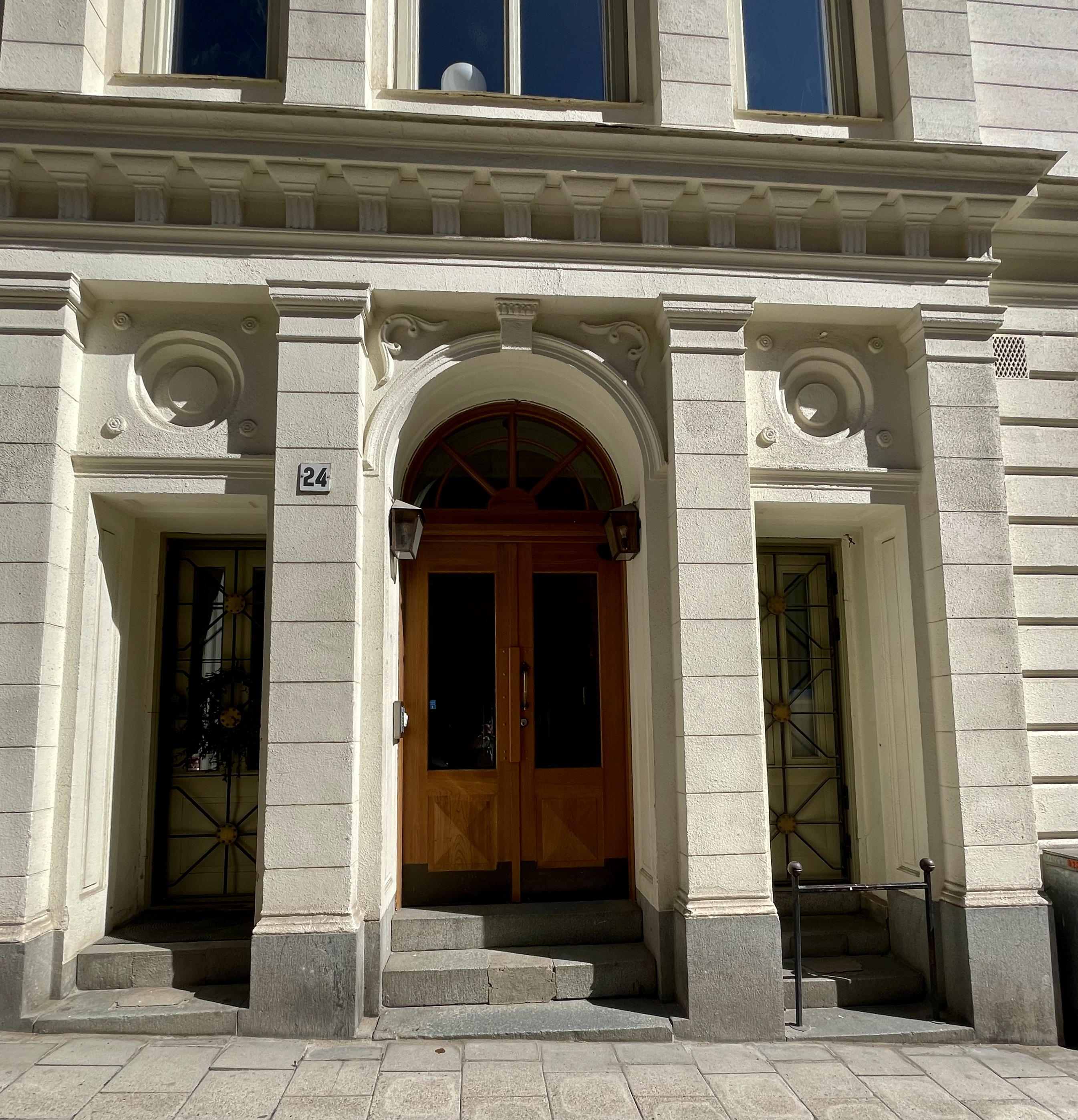
På Grevgatan 24 hade IB 03 sitt kontor från mitten av 1960-talet och fram till 1974.

1969 beslutade regeringen genom Personalkontrollkungörelsen att Säpo inte fick registrera någon person enbart på grundval av dennes politiska uppfattning. Rikspolisstyrelsens chef Carl Persson ogillade att det ännu hemliga IB kom lindrigt undan och övertalade regeringen, att besluta att endast Säpo fick syssla med inrikesspionage.
IB fortsatte att ägna sig åt utrikesspionage, eftersom det var en del av den militära underrättelsetjänsten. Misstron mellan Säpo och IB existerade, men det finns också exempel på långvariga samarbeten mellan organisationerna. Säpo påstås ha fått tillåtelse att placera två poliser på Försvarsstaben för att kontrollera vad IB sysslade med, den ene var den senare dömde spionen Stig Bergling.
Den huvudsakliga orsaken till att IB-affären blev en affär, menade t.ex. IB-avslöjaren Peter Bratt på ett IB-seminarium på Södertörns högskola 2013, var att avslöjarna och deras källa dömdes till fängelse för spionage. Det är mycket som talar för att han har rätt. Jan Guillou beskriver själv i sina memoarer att affären inte hade någon sprängkraft sommaren 1973. Det var först i och med gripandet i oktober månad som många demonstrationer hölls och affären verkligen hettade till.
IB fortsatte sin verksamhet ända fram till 1978. Birger Elmér slutade 1975, men viss verksamhet fortsatte ända till hösten 1978 när Stig Synnergren slutade som ÖB. IB bytte 1982 namn till SSI (Sektionen för Särskild Inhämtning) och 1989 till KSI (Kontoret för Särskild Inhämtning).

## IB avslöjas

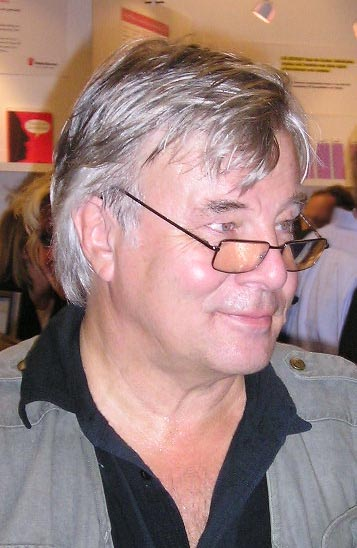
Jan Guillou på Bok- och Biblioteksmässan i Göteborg 2005.

I tidningen Folket i Bild/Kulturfront nr 9 den 3 maj 1973 avslöjade journalisterna Jan Guillou och Peter Bratt :
- att det fanns en tidigare okänd underrättelseorganisation i Sverige.
- att inte ens riksdagen kände till byråns existens.
- att denna hade åsiktsregistrerat vänstersympatisörer.
- att denna även hade spioner utomlands.
- att denna hade gjort inbrott på Egyptens ambassad i Stockholm.
- att denna samarbetade med den israeliska säkerhetstjänsten Shin Bet och amerikanska CIA.

Avslöjandet byggde till största delen på uppgifter som lämnats av den tidigare IB-anställde Håkan Isacson. Försvarsminister Sven Andersson förnekade att Sverige hade spioner utomlands, att IB sysslade med åsiktsregistrering eller gjorde inbrott.
I följande nummer av Folket i Bild framträdde en man som för IB:s räkning infiltrerat den svenska FNL-rörelsen och därigenom bland annat besökt jordanska gerillaläger. Dessa rapporter sades ha vidarebefordrats av IB till den israeliska säkerhetstjänsten som såg till att de jordanska gerillalägren bombades. I samma nummer intervjuades också en svensk sjökapten som rapporterat om hamnsäkerheten i Alexandrias hamn och tidningen skrev också att en kvinna för IB:s räkning spionerat på bombmål i Egypten.
Folket i Bild hade också uppgifter från Håkan Isacson, som sade att IB hade gjort inbrott hos två vänsterorganisationer (FNL och KFML), hos en jordansk medborgare och en statslös person. Vid det sista inbrottet installerades avlyssningsutrustning. Efter detta fick försvarsministern erkänna att IB spionerade utomlands, infiltrerade organisationer i Sverige och i hemlighet avlyssnade samtal. Gunnar Ekberg pekas ut som IB-agent.
Trots att tidningen hade en ansvarig utgivare anhölls Jan Guillou, Peter Bratt, Håkan Isacson och fotografen Ove Holmqvist den 22 oktober 1973 av Säpo misstänkta för spioneri. Den 9 november häktades Guillou, Bratt och Isacsson och enligt häktningsframställan hade de "obehörigen anskaffat uppgifter om rikets försvarsverk och befordrat dem till tryck [...] i en del fall har därvid rikets försvar åsamkats icke obetydligt men och i andra fall synnerliga men [...]". Den 4 januari 1974 dömdes de tre till ett års fängelse var. Bratt och Guillou dömdes för spioneri, Isacsson för spioneri och medhjälp till spioneri. Den 14 mars sänkte hovrätten Guillous straff till 10 månader. Högsta domstolen tog inte upp fallet.
Bratt och Guillou blev ovänner i samband med fallet. Enligt Guillou hade Bratt angett Guillou i förhör och hävdat att Guillou stulit IB:s post. Bratt har förnekat detta. I november 1973 förnekade Olof Palme alla kontakter mellan IB och socialdemokraterna. I den förre Säpo-chefen P.G. Vinges memoarer skrev denne dock att Birger Elmér hade regelbundna kontakter med Palme och att Elmér regelbundet rapporterade till partisekreterare Sven Andersson. 1974 framkom också bevis för att IB hade byggt upp ett stort agentnät i Finland, som omfattade bland andra den tidigare utrikesministern Väinö Leskinen, för att samla information om Sovjetunionen. Däremot hade IB inga kontakter med den finska säkerhetspolisen (Skypo) eftersom denna ansågs vara infiltrerad av sovjetiska agenter.
Även Justitieombudsmannen (JO) utredde IB men kom fram till att ingen personal vid IB gjort sig skyldig till några brott. JO ansåg också att IB:s åsiktsregistrering inte var ett brott då lagen från 1969 endast avsåg Säpo. Vad gäller inbrotten hos två vänsterorganisationer ansåg JO att då IB:s personal tagit sig in med nyckel eller dyrk och inte stulit något kunde det inte anses vara ett brott. Hösten 2009 gav både Gunnar Ekberg och Jan Guillou ut självbiografier som bland annat belyser händelserna i IB-affären.

## Säkerhetstjänstkommissionen 1999–2002
År 1999 tillsatte Justitiedepartementet den så kallade Säkerhetstjänstkommissionen (Ju 1999:09) med uppdrag att granska de verksamheter som de svenska säkerhetstjänsterna (Säkerhetspolisen och organisationer inom försvarsmakten) bedrivit gällande hot som härrörde ur inrikes förhållanden. Uppdraget innebar att Säkerhetstjänstkommissionens inte fick beröra IB:s kärnverksamhet, det vill säga inhämtning av information i utlandet. Kommissionen kom att tolka uppdraget så att de inte nämnvärt belyste vad utländska spion- eller terrororganisationer gjorde i Sverige under kalla kriget. Fokus lades på övervakning, främst Säpos, av svenska organisationer, svenska medborgare eller personer folkbokförda i Sverige.
Säkerhetstjänstkommissionens betänkande lades fram den 17 december 2002 i form av åtta rapporter som inklusive bilagor omfattade 3000 sidor. Publiceringen blev omskriven och omdebatterad i sin samtid och kommissionen har getts stor dignitet av vissa debattörer, men på senare år har det framkommit hur varierande kvalitet som rapporterna hade.
I professor Birgitta Almgrens bok Inte bara Stasi (2009) granskas Werner Schmidts slutsats för Säkerhetstjänstkommissionen att övervakningen av ”SKP-komplexet i allt varit omotiverad" (sid 257, SOU 2002:93). Almgren, som också varit i SED:s arkiv, visar istället att det omfattande ekonomiska och materiella stödet till svenska kommunister var väl dokumenterat i SED:s arkiv, samt att partiföreträdare regelbundet rapporterade om partistriden inom VPK. Partiets sprängning 1977 hade varit väl förankrat hos SED-ledningen en vecka före det svenska beslutet togs, visar Almgren som konstaterar att väsentliga fakta undanhålls i rapporten till Säkerhetstjänstkommissionen (sid 363, Inte bara Stasi...).
En rapport som fortfarande anses hålla hög kvalitet är delrapporten om Sjukhusaffären i Göteborg (SOU 2002:92), som skrevs av Lars Olof Lampers. Rapporten grundar sig på hans C-uppsats vid statsvetenskapliga institutionen vid Stockholms universitet.

## Senare diskussioner
Olof Frånstedt, tidigare chef för kontraspionage inom Säpo, tar upp IB-affären i andra delen av sina memoarer Spionjägaren 2014. Han underkänner tidigare överbefälhavaren Stig Synnergrens inlaga till tingsrätten, vilken enligt Frånstedt avgjorde den juridiska utgången av affären. ÖB angav i sin inlaga att ett flertal avslöjanden av Peter Bratt och Jan Guillou lett till "synnerligt men". Olof Frånstedt anser ÖB:s bedömning om skador för riket och försvaret inte håller för närmare granskning och att domen kom att vila på orättfärdig grund. Han menar därför att domen borde undanröjas.